# ITV天氣
ITV天氣（ITV Weather）是英國電視網獨立電視網的全國和區域天氣預報服務，內容由英國氣象局提供（不含海峽群島，其天氣由澤西氣象部提供）。ITV天氣一般在各節ITV新聞和ITV區域新聞播出。獨立電視台的全國天氣預報服務開始於1989年2月13日。Siân Lloyd是ITV天氣歷史上服務時間最長的天氣主播，服務時間長達24年。

## 外部連結
- itv.com上《ITV Weather 》的資料
- Template:Stv.tv
- Template:U.tv